# Renato Caccioppoli
Renato Caccioppoli   (Nàpols, 20 de gener de 1904 - Nàpols, 8 de maig de 1959) va ser un matemàtic italià. Per la seva imatge interessant i encantadora, potser és el matemàtic italià del qual més s'ha escrit; fins al punt que el 1992 es va fer una pel·lícula sobre els seus últims dies de vida, Morte di un matematico napoletano, dirigida per Mario Martone, que va obtenir uns quants premis en diferents festivals com la Mostra de Venècia i, el 1995, l'escriptor Ermanno Rea en va fer una novel·la amb el títol de Mistero Napoletano.

## Vida
Net de Mikhaïl Bakunin: la seva mare, Sofia, era filla de Bakunin, i el seu pare, Giuseppe, un notable cirurgià napolità. El 1921 va ingressar a la Universitat de Nàpols per estudiar enginyeria, però el 1923 ho va canviar per les matemàtiques, disciplina en la qual es va graduar el 1925 sota la direcció de Mauro Picone i Ernesto Pascal. Els anys següents va ser assistent de Picone a Nàpols, fins que el 1931 obté la càtedra d'anàlisi algebraica a la Universitat de Pàdua. El 1934 torna a Nàpols per a fer-se càrrec de les classes de teoria de grups i, des de 1943, de les d'anàlisi matemàtica. En els cercles culturals de Nàpols va ser molt conegut per la seva passió per la música, el seu virtuosisme com a pianista, el seu coneixement de la literatura francesa (especialment Rimbaud i Gide) i el seu amor pel cinema, organitzant-ne sessions setmanals. Va portar una vida genuïnament transgressora i bohèmia, arribant a ser detingut per mendicitat.
El maig de 1938, durant una visita a Nàpols de Mussolini i Hitler, Caccioppoli i la seva núvia, Sara Mancosu, s'acosten a la més cèntrica cerveseria de Nàpols i fan que l'orquestrina toqui La Marsellesa mentre Renato fa un discurs sobre la llibertat (o sobre la manca de llibertat a Itàlia). És immediatament arrestat i, gràcies als bon oficis de la seva tia, Maria Bakunin, catedràtica de química a la Universitat de Nàpols, qui va convèncer les autoritats que el seu nebot era boig, és tancat en un sanatori mental, del qual no sortirà fins al 1943. L'estança al psiquiàtric el posa en contacte amb el miserable però fantasiós món dels malalts mentals, que troba més intel·ligents que els militants feixistes i pels qui fa concerts de piano. Sempre va ser simpatitzant comunista i el 1952 va tornar a ser detingut en el curs d'una manifestació pacifista i contra la presència d'un militar americà a Nàpols. El 1940 s'havia casat amb la seva núvia, Sara Mancosu, però ella es va enamorar aviat del periodista i polític comunista Mario Alicata. L'abandonament de la seva esposa va ser un dels motius de la seva crisi existencial, juntament amb la desil·lusió política i el declivi de la creativitat matemàtica, que el van portar a l'alcoholisme.
Els seus últims treballs són del 1953: cada cop va viure més aïllat i finalment el maig de 1959 es va suïcidar, disparant-se un tret al cap.

## Obra
La seva activitat de recerca va ser en els camps de l'anàlisi funcional, de les equacions diferencials, del càlcul de variacions i de la teoria de les funcions de variable complexa. El 1963, la seva obra va ser recollida en tres volums per un comité de la Unió Matemàtica Italiana i consten d'una vuitantena d'articles científics. Les seves contribucions més notables van ser els estudis sobre la teoria geomètrica de la mesura, la introducció del concepte d'inversió de la correspondència funcional, els estudis sobre funcions de variables complexes i l'estudi dels teoremes del punt fix.